# 神召会
神召會（英語：The Assemblies of God），基督新教教會之一，屬五旬節派，是1901年美國五旬節復興運動後出現的教會組織。三百多位傳道人和信徒於1914年在美國阿肯色州溫泉城召開大會成立。

## 信條
- 相信《聖經》為三位一體獨一真神所默示，是無誤的。
- 因信得救，因信稱義。
- 病得醫治：相信醫病的恩賜。
- 聖靈：相信說方言是初次聖靈充滿的憑據。
- 基督再來：相信基督復臨時，必有復活及聖潔公義的審判。
- 奉行聖禮：聖餐禮和水浸禮。
- 遵行四重福音（全備福音）重生、靈浸、醫治、再臨。

## 信綱
- 全部新約與舊約聖經都是神所默示的，在完備救贖的真理上毫無謬誤，是神的聖言，是所有基督徒的信仰和生活的最高權威與準則。
- 只有一位永生的惟一真神，即是創造天地的主、人類的救贖者，永恆地以聖父、聖子、聖靈三個不同的位格存在。
- 耶穌基督是三位一體的惟一真神的第二位，是神的兒子，為天父所差，由聖靈感孕，藉童貞瑪利亞所生。基督過了無罪的一生，在世廣行神蹟奇事，為擔當世人的罪，在十字架上受苦、受死、被埋葬 ;第三天，天父讓基督從死裡復活，並將其升高，使其坐在天父的右邊，成為人類救贖的根源。
- 人乃依照神的形像樣式被造，全然良善正直，但卻自願陷在罪中，從而帶來肉身及靈性的死亡，與神分離，人無法靠自己的能力自我救贖。
- 人的罪得赦免的唯一方法，是藉著悔改和信靠神兒子耶穌基督和祂的寶血。
- 召會奉行兩項聖禮，其一為浸禮，召會認定全浸於水中的方式，象徵向世界全然死去，與基督一同復活，得新生命。但在特殊情況下，亦接受以灑水形式代之。其二為聖餐禮，召會認定餅與酒（未成年人只能飲葡萄汁）乃象徵基督的身體和寶血，信徒一同領受，記念祂的受死，直等到祂再來。
- 眾聖徒應依從聖父的應許，按照主耶穌基督的吩咐，一如初期召會，熱切尋求聖靈與火的施洗，從而得著屬靈的能力，事奉神，成為祂的見證，並且善用恩賜為主作工；蓋此經歷實異於藉聖靈重生，且發生於藉聖靈重生其後。
- 聖靈施洗乃給予所有的信徒；受靈洗的起初原有證據，即聖靈賜給他們口才，說起方言來；唯是項經歷，與「說方言的恩賜」之使用及目的有別。
- 成聖乃離開罪惡，委身神的行動。信徒接納基督的死與復活，憑著信心及聖靈的大能，全然委身，活出聖潔的生活。
- 召會是基督的身體，神藉著聖靈居於其中，從而履行大使命，成全神救贖的計劃。
- 神呼召教會，賦予傳揚福音，施行聖禮、宣傳聖道、敬拜神、建立教會、牧養信徒等諸使命。
- 神蹟醫病包含在基督的救贖之內，疾病得醫治乃信徒的權利。
- 主再臨時，在基督裡睡了的人，必然復活，仍然存活的，必然身體改變。對召會而言，此乃眾信徒渴求有福的盼望。
- 基督再臨包括了聖徒被提，與主一同重臨大地，一同執掌王權一千年，以色列全家得救，建立普世和平國度。
- 罪人必先復活，按其工作接受審判，名字沒有被記在生命冊上的，必受火湖的永死。
- 新天新地，是神為聖徒預備，有形質的永恆天家，有義居在其中。

## 各地神召会
- 非洲
  - 尼日利亚
  - 安哥拉
  - 加纳
  - 莫桑比克
  - 肯尼亚
  - 毛里求斯
  - 莱索托
  - 乌干达
- 亚太
  - 萨摩亚
  - 澳大利亚
  - 印度
  - 日本
  - 韩国
  - 新西兰
  - 菲律宾
  - 台湾
  - 越南
  - 马来西亚
  - 新加坡
  - 印尼
  - 巴布亚新几内亚
  - 香港
    - 神召會港澳區議會
    - 神召會華南區議會
    - 基督教華人神召會
    - 國際四方福音會
    - 世界五旬節會
    - 基督教華人五旬節堂
    - 香港五旬節聖潔會
    - 港九五旬節傳道會

  - 中国大陆（1958年以前）：见神召会在中国
- 欧洲
  - 德国
  - 英国
  - 爱尔兰
  - 意大利
  - 荷兰
  - 波兰
  - 瑞士
  - 马耳他
  - 格鲁吉亚
- 拉美
  - 巴西
- 中东
  - 伊朗
- 北美
  - 加拿大
  - 美国

## 延伸閱讀
- Blumhofer, Edith L. "Assemblies of God." In The Encyclopedia of Christianity, edited by Erwin Fahlbusch and Geoffrey William Bromiley, 143–146. Vol. 1. Grand Rapids: Wm. B. Eerdmans, 1999. ISBN 0802824137
- Blumhofer, Edith L. Restoring the Faith: The Assemblies of God, Pentecostalism, and American Culture. (1993). 281 pp. A major scholarly study.
- Crowe, Terrence Robert. Pentecostal Unity: Recurring Frustration and Enduring Hopes. (1993). 282 pp.
- Fisher, Lyndel Eugene, “The Theological Antecedents of the Assemblies of God: Baptist and Presbyterian Roots” (PhD dissertation, University of Memphis, 2011). DA3476380.
- McGee, Gary B. This Gospel . . . Shall Be Preached': A History and Theology of Assemblies of God Foreign Missions since 1959. Springfield, Mo.: Gospel, 1990. 358 pp.
- Poloma, Margaret M. The Assemblies of God at the Crossroads: Charisma and Institutional Dilemmas. (1989). 309 pp. scholarly study
- Poloma, Margaret M., and John C. Green. The Assemblies of God: Godly Love and the Revitalization of American Pentecostalism (New York University Press; 2010) A sociological study that draws on surveys and interviews conducted in 22 diverse congregations.

## 外部連結
- 官方網站 （页面存档备份，存于）
- Flower Pentecostal Heritage Center (Assemblies of God archives - one of the largest collections of materials documenting the global Pentecostal movement)
- 美國神召會
- 香港神召會協會
- 马来西亚神召會協會 （页面存档备份，存于）
- 新加坡神召會協會 （页面存档备份，存于）
- 神召會信綱